# Яруточка
Яруточка, или Ноккея (лат. Noccaea), — род травянистых растений семейства Капустные (Brassicaceae).
Род назван в честь итальянского ботаника Доменико Нокка.

## Ботаническое описание
Многолетние травы с простыми или разветвлёнными стеблекорнями или столонами, иногда двулетние, реже однолетние. Стебли от прямостоячих до восходящих или стелющихся, простые или разветвлённые. Прикорневые листья черешковые, простые, собраны в розетку; стеблевые — сидячие.
Цветки собраны в многоцветковую, щитковидную кисть, значительно удлиняющуюся при плодах. Чашелистики продолговатые, яйцевидные или обратнояйцевидные, свободные. Лепестки белые, розовые или фиолетовые, обычно длиннее чашелистиков. Тычинок 6, прямостоячие; пыльники яйцевидные или продолговатые. Семена однорядные.
Хромосомное число x = 7.

## Классификация

### Таксономия[2]
Noccaea  Moench, 1802, Suppl. Meth. : 89
Род Яруточка относится к семейству Капустные (Brassicaceae) порядка Капустоцветные (Brassicales). Кладограмма в соответствии с Системой APG IV по состоянию на июнь 2023 года:
|  |                                      |  |                                   |                                   |                     |  | ещё 16 семейств |              |              |                                                           |
|  |                                      |  |                                   |                                   |                     |  |                 |              |              | 121 подтвержденный вид и 9 видов, ожидающих подтверждения |
|  |                                      |  |                                   | порядок Капустоцветные            |                     |  |                 |              | род Яруточка |                                                           |
|  |                                      |  |                                   | порядок Капустоцветные            |                     |  |                 |              | род Яруточка |                                                           |
|  | отдел Цветковые, или Покрытосеменные |  |                                   |                                   | семейство Капустные |  |                 |              |              |                                                           |
|  | отдел Цветковые, или Покрытосеменные |  |                                   |                                   |                     |  |                 |              |              |                                                           |
|  |                                      |  | ещё 63 порядка цветковых растений | ещё 63 порядка цветковых растений |                     |  |                 | ещё 354 рода | ещё 354 рода |                                                           |
|  |                                      |  |                                   | ещё 63 порядка цветковых растений |                     |  |                 |              | ещё 354 рода |                                                           |

### Виды
Некоторые виды:
- Noccaea annua (K.Koch) F.K.Mey.
- Noccaea caerulescens (J.Presl & C.Presl) F.K.Mey. — Яруточка сизоватая
- Noccaea cepaeifolia (Wulfen) Rchb.
- Noccaea cochleariformis (DC.) Á.Löve & D.Löve
- Noccaea dacica (Heuff.) F.K.Mey.
- Noccaea ferganensis (N.Busch) Czerep.
- Noccaea freynii (N.Busch) Czerep.
- Noccaea kovatsii (Heuff.) F.K.Mey.
- Noccaea lutescens (Velen.) F.K.Mey.
- Noccaea macrantha (Lipsky) F.K.Mey.
- Noccaea magellanica (Pers.) Holub
- Noccaea orbiculata (Steven ex DC.) Al-Shehbaz
- Noccaea perfoliata (L.) Al-Shehbaz — Яруточка пронзенная
- Noccaea platycarpa (Fisch., C.A.Mey. & N.Busch) Al-Shehbaz
- Noccaea praecox (Wulfen) F.K.Mey., или Яруточка ранняя
- Noccaea pumila (Steven) Steud.
- Noccaea rotundifolia (L.) Moench typus
- Noccaea sarmatica F.K.Mey.
- Noccaea szowitsiana (Boiss.) Al-Shehbaz
- Noccaea tatianae (Bordz.) F.K.Mey.
- Noccaea trinervia (DC.) Steud.
- Noccaea zangezurica (Tzvelev) Al-Shehbaz

### Синонимы
- Apterigia  Galushko
- Brossardia  Boiss.
- Callothlaspi  F.K.Mey.
- Coluteocarpus  Boiss.
- Hutchinsia  W.T.Aiton
- Kotschyella  F.K.Mey.
- Lagowskia  Trautv.
- Masmenia  F.K.Mey.
- Neurotropis  (DC.) F.K.Mey.
- Pterotropis  Fourr.
- Raparia  F.K.Mey.
- Syrenopsis  Jaub. & Spach
- Thlaspiceras  F.K.Mey.